# امای-سو-سولس
امای-سو-سولس (به فرانسوی: Amayé-sur-Seulles) یک کمون در فرانسه است که در Canton of Villers-Bocage واقع شده‌است.

## خصوصیات
امای-سو-سولس ۵٫۶۲ کیلومترمربع مساحت و ۲۰۰ نفر جمعیت دارد و ۱۶۰ متر بالاتر از سطح دریا واقع شده‌است.